# 三合県
三合県（さんごう-けん）は中華人民共和国貴州省にかつて存在した県。現在の黔南プイ族ミャオ族自治州三都スイ族自治県三合鎮一帯に相当する。
1913年（民国2年）に設置された。1942年（民国31年）に都江県と合併し三都県に改編された。